# Constitution libérienne de 1984
Pour les articles homonymes, voir Constitution du Liberia.
Lire en ligne

Consulter

Constitution de 1847
La Constitution du Liberia est la loi fondamentale de la République du Liberia, en vigueur depuis le 6 janvier 1986. Elle abroge la Constitution de 1847 qui était en vigueur depuis l'indépendance du Liberia. A l’instar de la Constitution de 1847, la Constitution du Liberia crée un système gouvernemental fédéral fortement inspiré de celui des États-Unis.

## Sources
- (en) Cet article est partiellement ou en totalité issu de l’article de Wikipédia en anglais intitulé « Constitution of Liberia » (voir la liste des auteurs).

## Compléments